# Kimber Custom
«Кімбер Кастом» (англ. Kimber Custom) — самозарядний пістолет американської компанії Kimber Manufacturing. Пістолет почав випускатись у 1997 році на американському заводі компанії в Йонкерсі і відрізнявся від базової моделі M1911 деякими нюансами конструкції і дизайну. Пістолет розроблявся у різних версіях та стилях і має певні особливості в кожній моделі. Основним боєприпасом для нього є .45 ACP, проте існують інші типи — .40 S&W, 10mm Auto, .38 Super і 9×19 мм Парабелум. Кожен ствол має штамповане клеймо, на якому зображений калібр набоїв, якими стріляє пістолет.

## Оператори
- SWAT Департамента поліції Лос-Анджелеса
- SWAT Департамент шерифів округа Орендж (Каліфорнія)
- Бойова розвідка Сили спеціальних операцій корпусу морської піхоти США

## Галерея

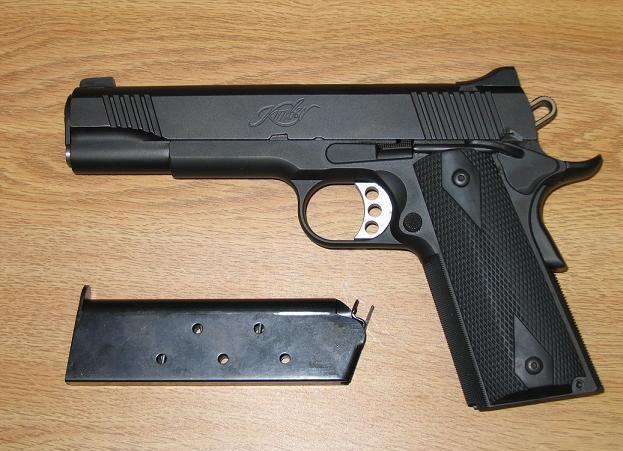
Kimber Custom TLE II (вид зліва з від'єднаним магазином)
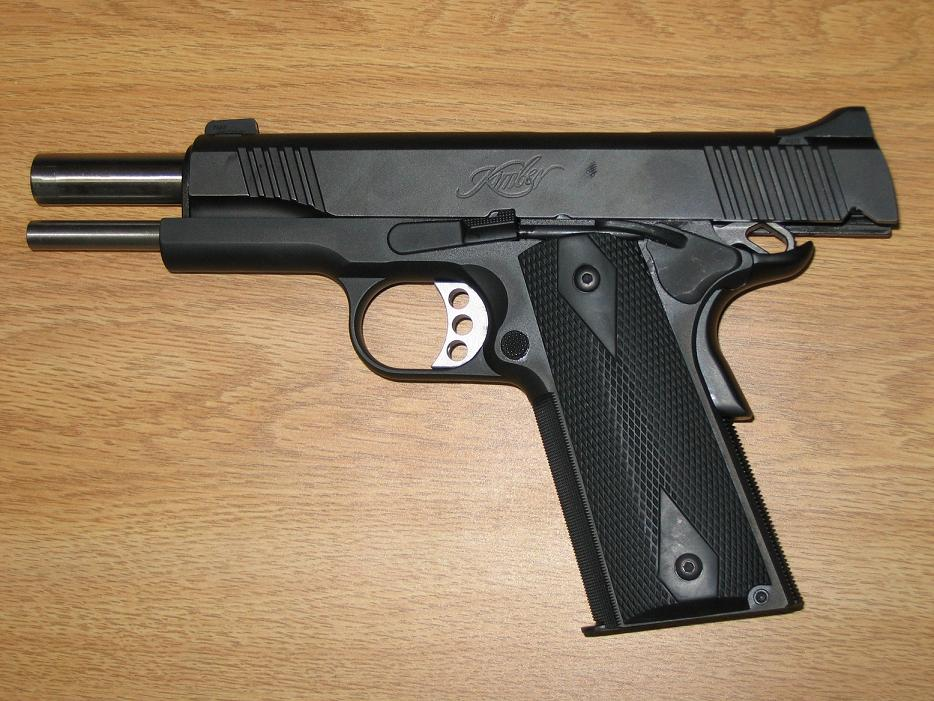
Kimber Custom TLE II (вид з рамкою у задньому положенні)
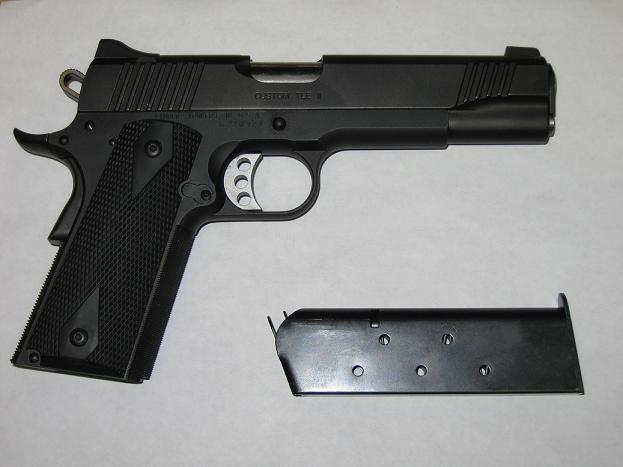
Kimber Custom TLE II (вид з правого боку з від'єднаним магазином)
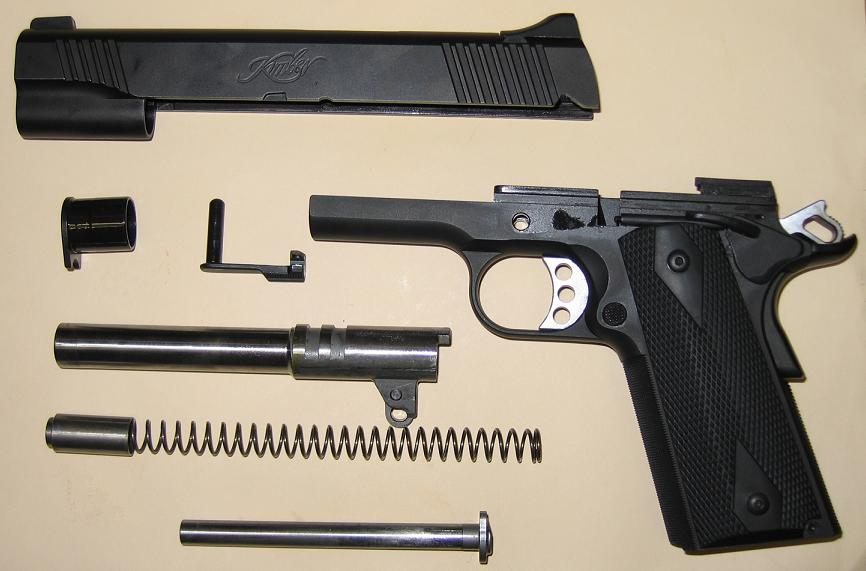
Kimber Custom TLE II (вид у розібраному стані)